# Palazzo presidenziale (Asmara)
Il Palazzo presidenziale, in passato Palazzo del Governatore è un edificio storico situato all'Asmara, capitale dell'Eritrea.
Fu sede del governatore dell'Eritrea italiana e si trova all'interno di un parco circondato da via del Forte, via della Regina e viale Mussolini. 

## Storia
Venne costruito nel 1897, quando il capoluogo della colonia venne spostato da Massaua dal governatore Ferdinando Martini in stile neoclassico sullo stile della Villa Almerico Capra detta La Rotonda, è circondato da un parco lussureggiante. Il palazzo doveva essere il più grande e il più bello di Asmara, che era la nuova capitale della colonia.
Convertito in Museo nazionale etiope dal 1947 al 1993, con l'indipendenza dell'Eritrea dall'Etiopia è diventato il palazzo presidenziale.

## Architettura
Gli interni sono decorati in marmo proveniente da Italia e Francia. La sala principale è decorata in stile rinascimento. Il legno per le porte proviene dal Brasile.